# Karol Lipiński

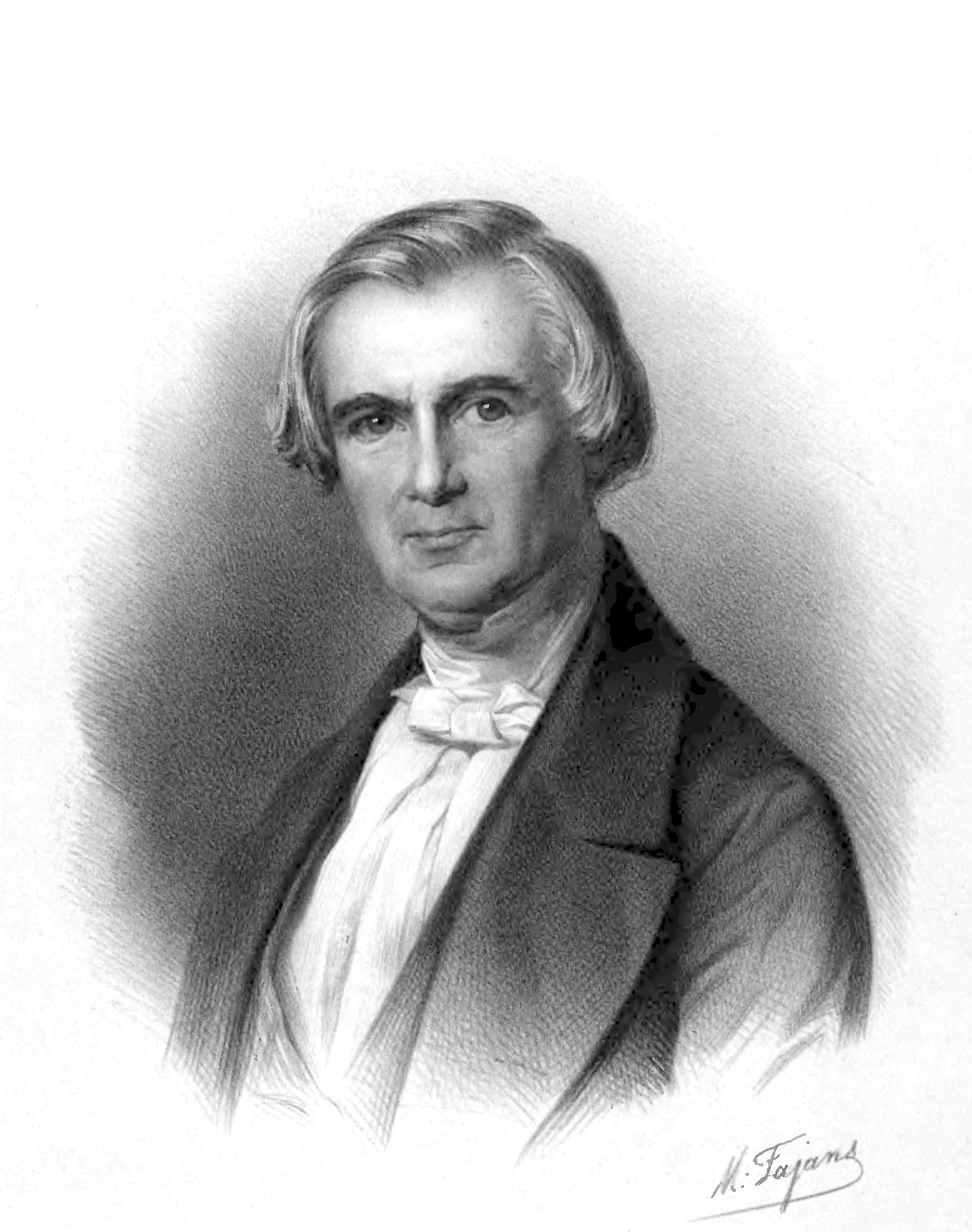
Karol Lipiński.

Karol Józef Lipiński, född den 30 oktober 1790 i Radzyń Podlaski nära Lublin, död den 16 december 1861, var en polsk violinist.
Lipiński var till största delen autodidakt, men blev dock redan 1810 konsertmästare i Lemberg. År 1817 studerade han i Italien Paganinis spel. Åren 1839-61 var han konsertmästare i Dresden. Lipiński var berömd för sin stora ton, som han tillskrev tidigare övningar på violoncell. På framgångsrika konsertresor väckte han uppseende i Ryssland, Frankrike, England och Italien. Bland hans kompositioner märks främst hans militärkonsert. Lipiński utgav även en samling galiziska folkmelodier (2 band, 1833).